# Монтање
Монтање (итал. Montagne) је насеље у Италији у округу Тренто, региону Трентино-Јужни Тирол.
Према процени из 2011. у насељу је живело 264 становника. Насеље се налази на надморској висини од 943 м.

## Становништво
Према резултатима пописа становништва 2011. у општини је живело 246 становника.
| 1931. | 1936. | 1951. | 1961. | 1971. | 1981. | 1991. | 2001. | 2011. |
| ----- | ----- | ----- | ----- | ----- | ----- | ----- | ----- | ----- |
| 530   | 370   | 335   | 390   | 338   | 305   | 294   | 304   | 246   |